# Kerinjing (Tanjung Raja)
Kerinjing is een bestuurslaag in het regentschap Ogan Ilir van de provincie Zuid-Sumatra, Indonesië. Kerinjing telt 1195 inwoners (volkstelling 2010).